# Vallespir

De locatie van Vallespir in het departement Pyrénées-Orientales

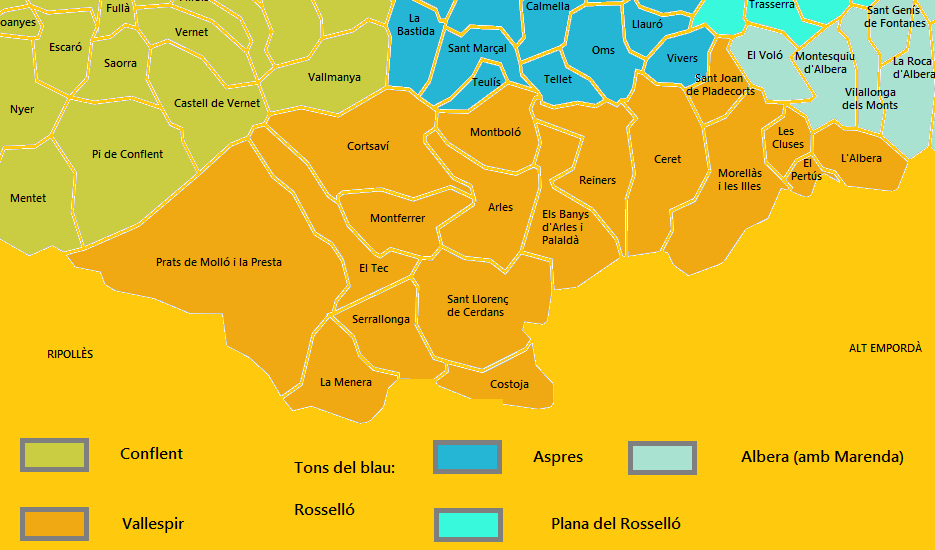
Kaart met de gemeenten van Vallespir

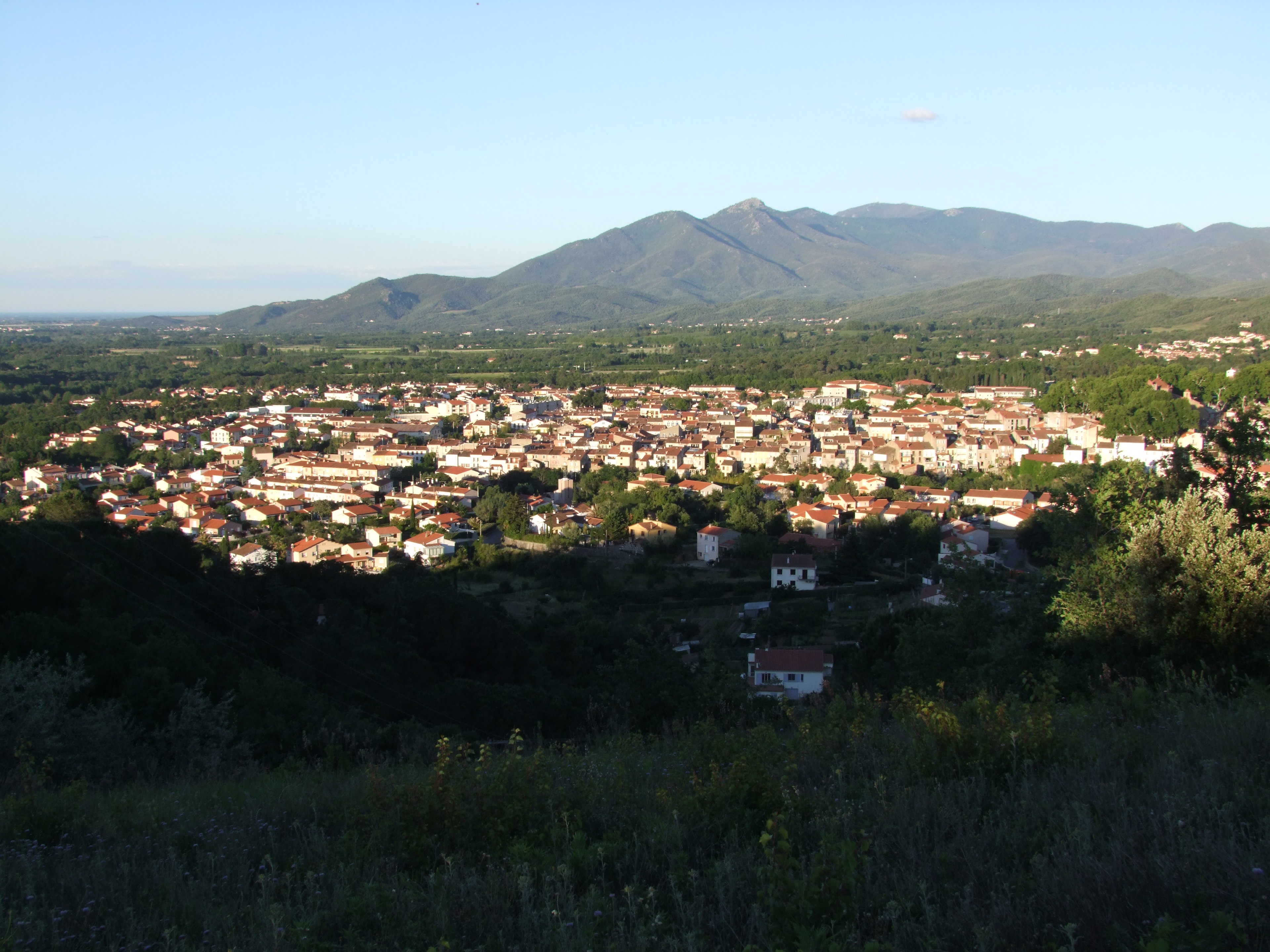
Uitzicht op Céret en het Alberamassief, met daarachter de Middellandse Zee

Vallespir is een landstreek en een historische regio in het Franse departement Pyrénées-Orientales. 

## Geografie
Vallespir komt overeen met de vallei van de Tech en ligt tussen de waterscheiding van de Pyreneeën en de vlakte van Roussillon. De vallei ligt in het uiterste zuiden van Frankrijk tussen het Canigoumassief in het westen en het Alberamassief in het oosten. In de benedenvallei, waar deze overgaat in de vlakte van Roussillon, liggen de plaatsen Le Boulou, Amélie-les-Bains en Céret. Die laatste gemeente wordt beschouwd als de hoofdstad van Vallespir. Boven Arles-sur-Tech wordt de vallei smaller en steiler en hier liggen de Gorges de la Fou. De Tech stroomt hier regelmatig buiten haar oevers. Nog hogerop geeft de canyon Défilé de la Baillanouse uit op de dorpen Prats-de-Mollo en La Preste.
Vallespir ontvangt veel regen en dankt daaraan haar naam van Catalaanse oorsprong: "groene vallei".

## Geschiedenis
Vallespir was tijdens het ancien régime een onderburggraafschap dat afhing van de burggraaf van Roussillon.